# Municipio de Valle de Guadalupe
Valle de Guadalupe es un municipio del estado de Jalisco, México en la Región Altos Sur. Su cabecera es la localidad de Valle de Guadalupe. Es parte de la macrorregión del Bajío Occidente o  Centro Occidente de México.

## Historia

### Historia y población
Los primeros pueblos que habitaron la región fueron las naciones chichimecas, nombre que daban los mexicas a un conjunto de pueblos originarios que habitaban el centro y norte del país.
Las bajas que tuvieron los conquistadores españoles en la región debido a los ataques Chichimecas, los condujeron a contestar con una táctica bélica de etnocidio. Llevaron a los Altos de Jalisco a milicianos rurales castellanos, algunos de ellos de ascendencia francesa, conducidos en la alta Edad Media para repoblar el centro de España. No obstante igualmente los hubo portugueses, italianos y oriundos de Flandes, que con anterioridad habían luchado contra turcos y moros. 
Estos soldados campesinos se establecieron con patrones de propiedad privada y con una ideología católica, mezclándose con algunos Chichimecas que habían quedado.
Sus Primeros pobladores eran tribus tecuexes que fueron subyugadas por los chichimecas quienes les impusieron sus costumbres, religión y gobierno. La conquista del lugar se debió a Pedro Almíndez Chirinos, enviado por Nuño de Guzmán. En un principio, el primer dueño de origen español fue el alarife Martín Casillas (constructor parcial de la Catedral Metropolitana de Guadalajara y primer dueño del edificio de lo que ahora es el Palacio de Gobierno de Jalisco; los primeros habitantes, no indígenas, fueron don Francisco casillas Cabrera y Escobar, nieto del famoso alarife, junto con su esposa, hijos y criados.
Para el siglo XVIII ya era considerado núcleo poblacional, ya que don José Ventura Casillas tenía consigo a otras cinco familias constituidas por parejas hijos y sirvientes. Durante la Colonia llegaron al lugar los hermanos Nicolás y José González quienes fundaron una hacienda que denominaron Venta de Pegueros. Sus hijos Cenobio y Genaro establecieron una posta de diligencias que, procedentes de Guadalajara, Pasaban a Lagos, Zacatecas y Aguascalientes. Alrededor de 1879 se agregaron al poblado nuevos colonos, entre ellos José Pérez, quien construyó casa para él y sus peones y una capilla.
En 1895 era comisaría política de la municipalidad de Jalostotitlán. A partir de 1890 perteneció al 11º cantón de Teocaltiche. En 1895 el sacerdote Lino C. Martínez empezó los trabajos de urbanización y trazado de las calles, para con eso ser el fundador formal de lo que hoy es Valle de Guadalupe, lo que le ha valido ser reconocido con un monumento en bronce que se encuentra en la plaza principal del poblado. Se erigió en municipio el 2 de junio de 1922 por decreto número 2157.

## Descripción geográfica

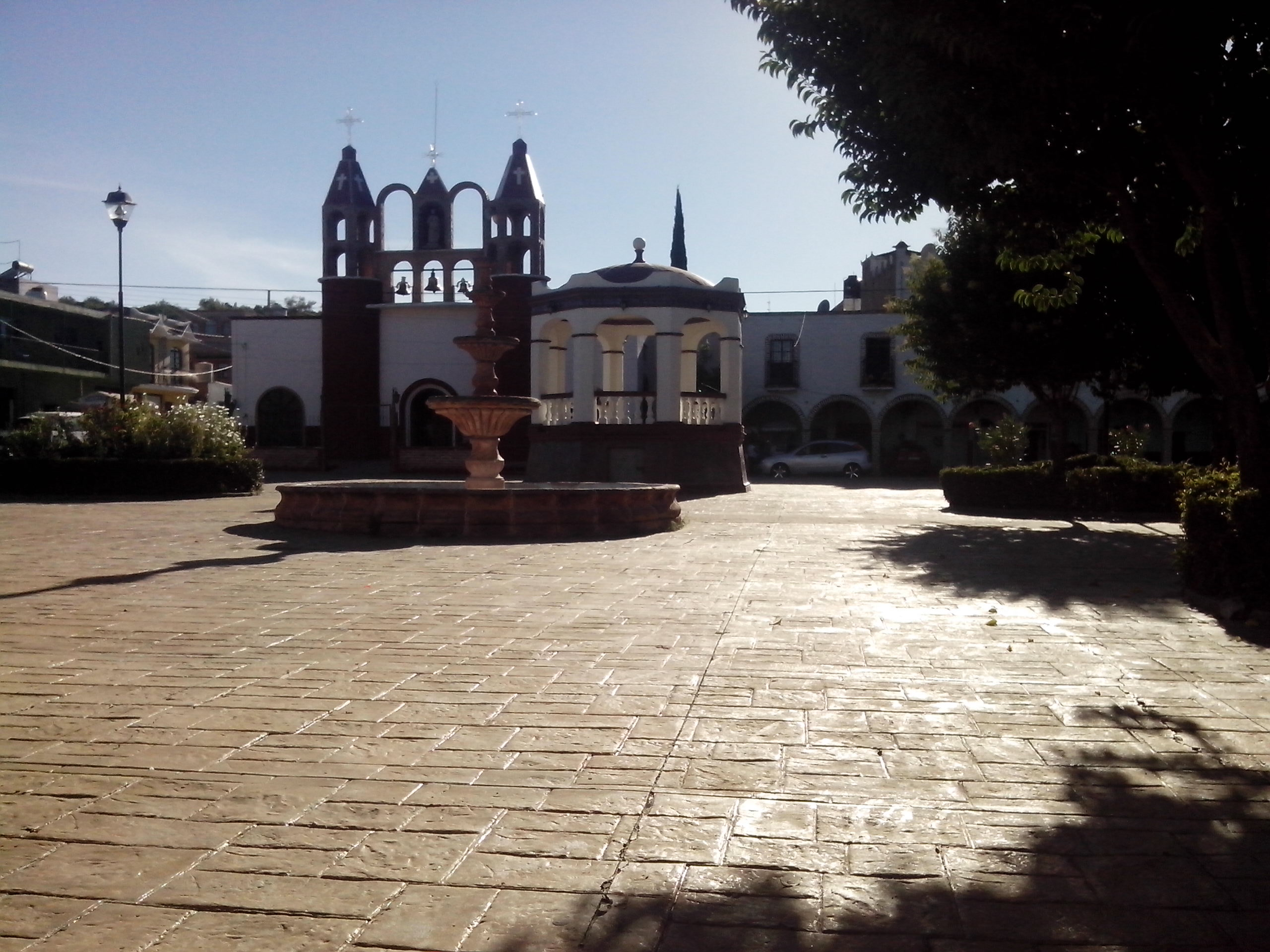
Plaza de El Guajolote

### Ubicación
Valle de Guadalupe se encuentra situado en la parte noroeste de Jalisco, en las coordenadas 20° 57’ 45" a los 21° 07’ 35" de latitud norte y 102° 34’ 00" al 102° 50’ 00" de longitud oeste, con alturas de entre 1,800 a 2,000 metros sobre el nivel del mar.
El municipio colinda al norte con el municipio de Cañadas de Obregón y el municipio de Jalostotitlán; al este con San Miguel el Alto; al sur con los municipios de San Miguel el Alto y Tepatitlán de Morelos; al oeste con los municipios de Tepatitlán de Morelos, Yahualica de González Gallo y Cañadas de Obregón.

### Topografía
En general su superficie está conformada por zonas semiplanas (77%), el resto lo conforman zonas planas(20%) con alturas entre los 1750 y los 1850 metros sobre el nivel del mar, y zonas accidentadas (3%).
Suelos. El territorio está constituido por terrenos que pertenecen al período cuaternario. La composición de los suelos es de tipos predominantes Planasol Mólico, Vertisol Pélico y Feozem Háplico. El municipio tiene una superficie territorial de 51,612 hectáreas, de las cuales 7,064 son utilizadas con fines agrícolas, 39,994 en la actividad pecuaria, 800 son de uso forestal, 110 son suelo urbano y 3,644 hectáreas tienen otro uso. En lo que a la propiedad se refiere a una extensión de 50,972 hectáreas es privada y otra de 640 es ejidal, no existiendo propiedad comunal.

### Hidrografía
Sus recursos hidrológicos son proporcionados por los ríos y los arroyos que conforman la subcuenca hidrológica río Verde-Grande de Belén perteneciente a la región hidrológica Lerma-Chapala-Santiago. Sus ríos son: Verde, El Valle y El Salto; los arroyos: Agua Caliente, El Comal, Los Gatos, Arroyo Prieto y La Colina. Se localizan también las presas: El Salto, El Pantano, La Rana y Ramírez.

### Clima
El clima es semiseco, con otoño, invierno y primavera secos, y templados. La temperatura media anual es de 18.3°C, con máxima de 27.6 °C y mínima de 9.0 °C. El régimen de lluvia se registra entre los meses de junio, julio y agosto, contando con una precipitación media de 814.3 milímetros. El promedio anual de días con heladas es de 16.2. Los vientos dominantes son en dirección del suroeste.

### Flora y fauna
Su vegetación es variada y extensa. Los tipos de árbol más abundantes son: roble blanco, mezquite, huizache chino (Vachellia farnesiana), palo dulce, copalillo, palo bobo o también llamado cazahuate y en menor presencia el fresno. Dos de las zonas con más densidad de roble blanco son  el cerro de la Llave y el de Ramblas. En cuanto a la fauna al igual que la liebre, el conejo y el coyote también habitan una variedad muy extensa de aves entre ellas el Cenzontle, el gorrión y el "tordo", etc. Así como de reptiles, roedores y demás. Hasta el año 2020 existe un grupo local de biólogos y entusiastas trabajando en un registro taxonómico del municipio el cual aun no ha publicado sus resultados.

## Demografía

### Localidades
En el censo de 2020 el municipio de Valle de Guadalupe contaba con 71 localidades.
| Código INEGI      | Localidad          | Población (2020) |
| ----------------- | ------------------ | ---------------- |
| 141110001         | Valle de Guadalupe | 4 628            |
| Otras localidades | Otras localidades  | 1 999            |
| Total municipal   | Total municipal    | 6 627            |

## Economía

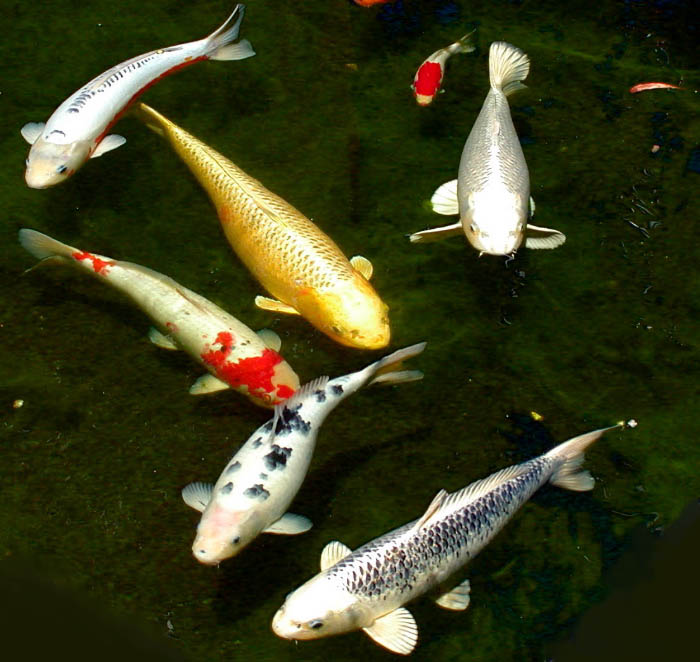

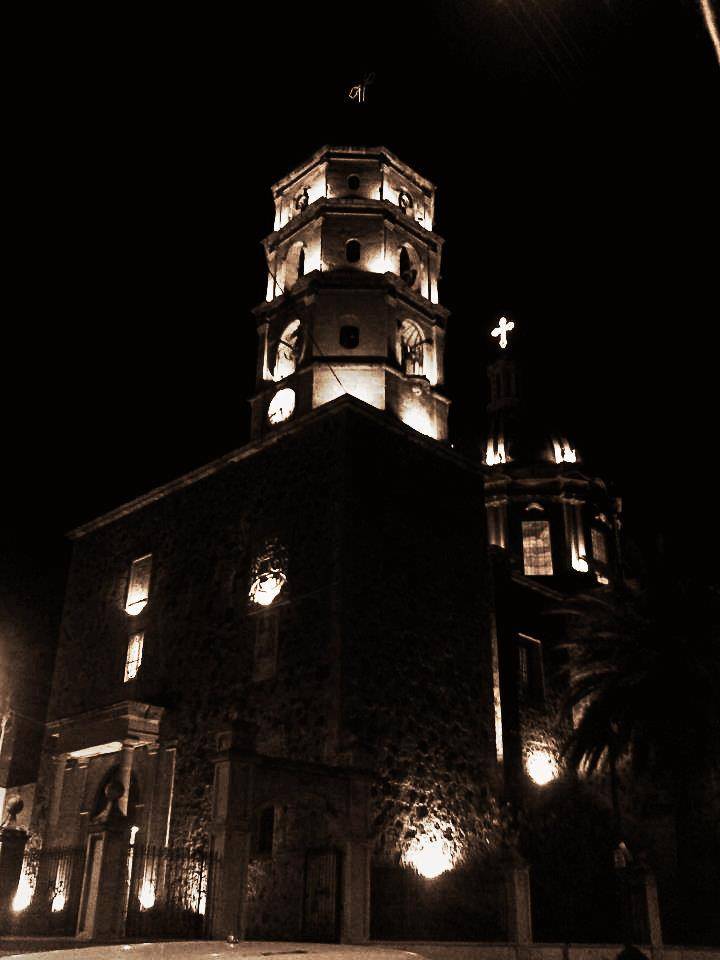
Parroquia de Nuestra Señora de Guadalupe

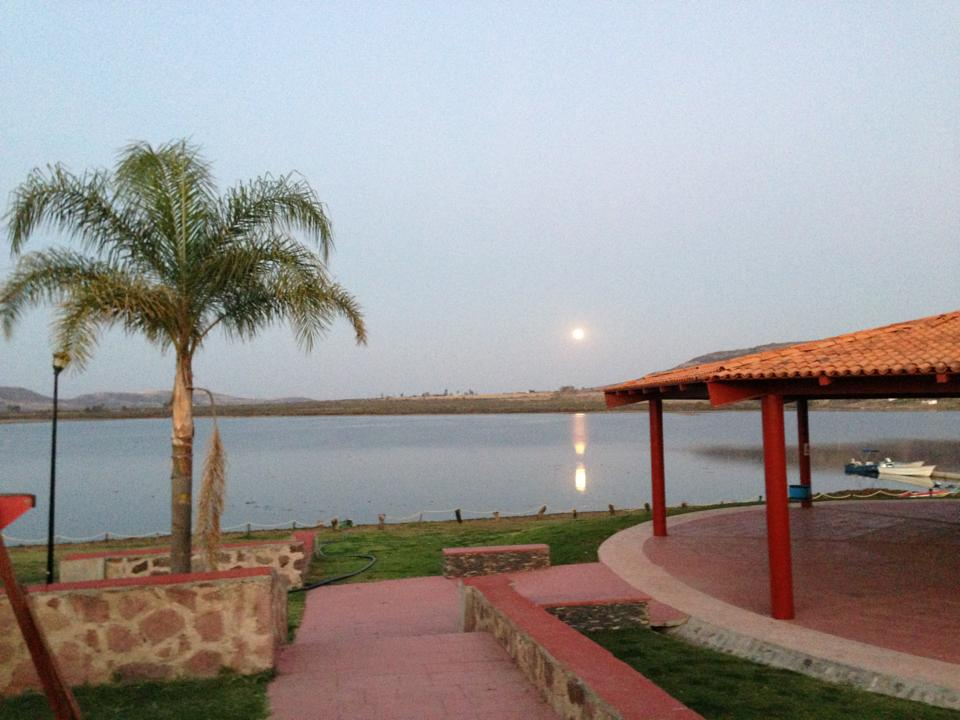
Parque Ecoturístico El Salto

Ganadería. Se cría ganado bovino, equino y porcino. Además de aves.
Industria. Se conforma primordialmente de microempresas que producen productos alimenticios como derivados lácteos y bebidas saborizadas; además hay una planta procesadora de tequila y algunas plantas procesadoras de granos para uso agropecuario.
Agricultura. Destacan el maíz, avena, durazno y frijol.
Comercio. Predominan los establecimientos dedicados a la venta de productos de primera necesidad y los comercios mixtos que venden artículos diversos.
Servicios. Se prestan servicios financieros, profesionales, técnicos, comunales, sociales, turísticos, personales y de mantenimiento.
Pesca. Se realiza en pequeña escala en el río verde, capturándose carpa, lobina y bagre.

## Turismo
Arquitectura
- Plaza Hidalgo.
- Plaza principal.
- Presidencia municipal.
- Portal "Los Barba".
- Casona donde nació Silvano Barba González.
- Casona donde nació José Barba rubio.
- Hacienda de la Llave.
- Hacienda San José de las Pilas
- Parque Ecoturístico de la Presa El Salto.
- El charco azul

Artesanías
- Deshilados, bordados de punto de cruz y talla de cantera.Plaza Principal

Iglesias

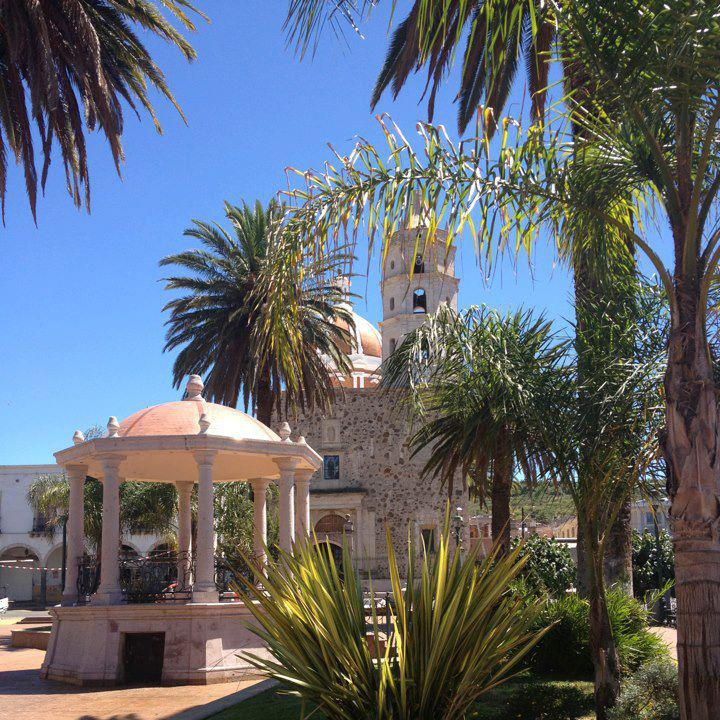
Plaza Principal

- Parroquia de Nuestra Señora de Guadalupe.
- Iglesia de San José Obrero.
- Iglesia de San Juan Bosco.
- Iglesia de Santo Niño de Atocha.
- Iglesia del Corazón de Jesús.

Parques y reservas
- El Charco del Mar.
- El Salto de Agua.
- Parque Ecoturístico "El salto del Agua"
- El Charco Azul
- Unidad Deportiva Central.
- Unidad Deportiva Aragón.

Sitios históricos
- Zona arqueológica "El Cerrito".

Educación
- Escuela Primaria Silvano Barba González.
- Escuela Primaria Francisco González Bocanegra.
- Escuela Secundaria Adolfo López Mateos.
- Escuela Telesecundaria "Felipe Carrillo Puerto"
- Escuela Preparatoria Regional de Tepatitlán, Módulo Valle de Guadalupe.
- Biblioteca Lucio González Padilla.
- Colegio Parroquial Paula González Padilla.

Sitos recreativos y de entretenimiento
- Billar Nuevo Valle de Guadalupe
- Autolavado y Cantaritos El Gordo

## Fiestas
Fiestas civiles
- Fiesta principal. Del 1 al 12 de enero.
- Fiestas patrias 15-16 de septiembre.

Fiestas religiosas
- Fiesta en honor a la Virgen de Guadalupe. Del 4 al 12 de enero.
- Fiesta en honor de San Juan Bosco. Del 21 al 30 de enero.
- Fiesta en honor de la Virgen del Carmen. Tercer domingo de noviembre.
- Fiesta en honor a San José. Del 29 de abril al 1 de mayo.

## Personas destacadas
- Silvano Barba González: gobernador del estado de Jalisco y rector de la Benemérita Universidad de Guadalajara.
- Norberto Álvarez Romo: promotor del Desarrollo Sustentable.